# Wojciech Nowicki
Wojciech Nowicki   (Bialystok, Polònia, 22 de febrer de 1989) és un atleta polonès especialitzat en el llançament de martell. Ha participat en 2 Olimpíades, guanyant la medalla d'or als Jocs Olímpics de Tòquio 2020 i la medalla de bronze als Jocs Olímpics de Rio 2016. A més, ha guanyat 5 medalles en els Campionats del Món i 3 medalles (2 d'or) en els Campionats d'Europa.
És atleta de les forces armades de Polònia, llicenciat en Enginyeria Mecànica i està casat i té 2 filles.

## Marca personal
| Disciplina            | Marca  | Seu    | Data              |
| --------------------- | ------ | ------ | ----------------- |
| Llançament de martell | 82.52m | Tòquio | 4 d'agost de 2021 |

## Trajectòria professional
| Jocs Olímpics      | Jocs Olímpics  | Jocs Olímpics | Jocs Olímpics         |
| Any                | Seu            | Posició       | Prova                 |
| ------------------ | -------------- | ------------- | --------------------- |
| 2016               | Rio de Janeiro | 3             | Llançament de martell |
| 2020               | Tòquio         | 1             | Llançament de martell |
| Campionat del Món  |                |               |                       |
| 2015               | Pequín         | 3             | Llançament de martell |
| 2017               | Londres        | 3             | Llançament de martell |
| 2019               | Doha           | 3             | Llançament de martell |
| 2022               | Eugene         | 2             | Llançament de martell |
| 2023               | Budapest       | 2             | Llançament de martell |
| Campionat d'Europa |                |               |                       |
| 2016               | Amsterdam      | 3             | Llançament de martell |
| 2018               | Berlín         | 1             | Llançament de martell |
| 2022               | Múnic          | 1             | Llançament de martell |